# Comuna Podove, Novotroiițke
Podove (în ucraineană Подове) este o comună în raionul Novotroiițke, regiunea Herson, Ucraina, formată din satele Kacikarivka și Podove (reședința).

## Demografie
Componența lingvistică a comunei Podove
     Ucraineană (90,88%)
     Rusă (8,63%)
     Alte limbi (0,16%)
Conform recensământului din 2001, majoritatea populației comunei Podove era vorbitoare de ucraineană (90,88%), existând în minoritate și vorbitori de rusă (8,63%).